# Ácaro traqueal

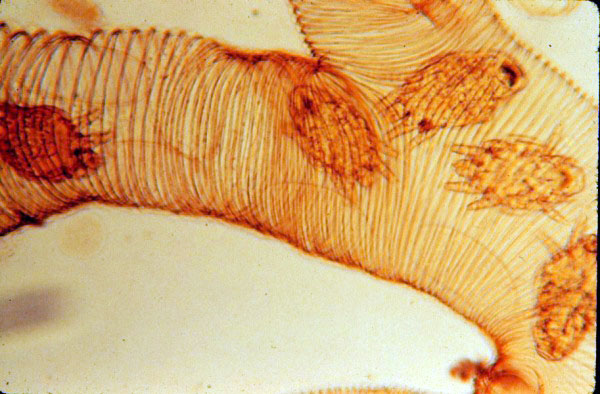
Ácaro traqueal infetando a traqueia de uma abelha

O ácaro traqueal é um pequeno ácaro Acarapis woodi que é um  parasita interno das abelhas, que infesta as vias respiratórias do abelha. A primeira infestação conhecido destes ácaros ocorreu nas Ilhas Britânicas, no início do século 20. Primeiro observado na Ilha de Wight em 1904, a misteriosa doença conhecida como doença da Ilha de Wight  não foi identificada como sendo causada por um parasita até 1921. Ela rapidamente se espalhou para o resto da Grã-Bretanha. Foi considerada como tendo dizimado toda a população de abelhas nativas das ilhas britânicas (embora estudos genéticos posteriores encontraram remanescente que sobreviverão) e desferiram um golpe devastador para a apicultura britânica. Irmão Adão na Abadia de Buckfast desenvolveu uma abelha híbrida resistente conhecida como abelha Buckfast, que já está disponível em todo o mundo para combater a doença do ácaro traqueal.
Diagnóstico para o ácaro traqueal geralmente envolve a dissecação e exame microscópico de uma amostra de abelhas da colmeia.
Os ácaros traqueais(ou ácaro acarinhe nos EUA), acredita-se que tenham entrado os EUA em 1984, pelo México.
Fêmeas de ácaros maduras deixam as vias aéreas da abelha escalando em um fio de cabelo da abelha, onde eles esperam até que eles podem transferir para uma jovem abelha. Uma vez na nova abelha, eles se movem para as vias aéreas e começar a colocar ovos.

## Tratamento
Os ácaros traqueais são comumente controlados com alimentação com gordura (geralmente feitos a partir de uma parte gordura vegetal misturado com três a quatro partes de açúcar em pó) colocados nos barras superiores dos caixilhos dentro da colmeia. As abelhas vêm para comer o açúcar e pegam vestígios de gordura, o que perturba a capacidade do ácaro para identificar uma jovem abelha. Alguns dos ácaros à espera de transferência para um novo hospedeiro permanecem no hospedeiro original. Outros transferem para uma abelha aleatório parte das quais vão morrer de outras causas antes do ácaro pode reproduzir.
O mentol, sendo permitida a evaporar da forma de cristal ou misturado com a alimentação com gordura, é também muitas vezes utilizado para tratar ácaros traqueais.